# 科克斯克里克鎮區 (克萊頓縣)
科克斯克里克鎮區（Cox Creek Township），美国艾奥瓦州克莱顿县的一个鎮區，总面积95.28平方公里，总人 口348（2000美国人口普查）。